# Ambricourt
 Ambricourt  es una población y comuna francesa, situada en la región de Norte-Paso de Calais, departamento de Paso de Calais, en el distrito de Montreuil y cantón de Fruges.
La novela de George Bernanos, Diario de un cura rural, sucede en este pueblo. 

## Demografía
| 163 | 183 | 158 | 147 | 111 | 102 |
| Para los censos de 1962 a 1999 la población legal corresponde a la población sin duplicidades (Fuente: INSEE [Consultar]) |     |     |     |     |     |